# Mercedes-Benz Clase GLS
El Mercedes-Benz Clase GLS, anteriormente llamado Clase GL, es un automóvil todoterreno de lujo del segmento F producido por el fabricante alemán Mercedes-Benz desde el año 2006 para la demanda del mercado americano. Tiene cinco o siete plazas, carrocería de cinco puertas, motor delantero longitudinal y tracción a las cuatro ruedas. Usa el mismo chasis monocasco que el Mercedes-Benz Clase M, y tiene como principales rivales al Audi Q7, al BMW X7, al Range Rover y al Lexus LX.
El Clase GL se presentó oficialmente en el Salón del Automóvil de Detroit de 2006 y se comenzó a vender en el segundo trimestre de ese año. Se fabrica en Tuscaloosa, Alabama, Estados Unidos.

## Primera generación (X164, 2006-2012)

### Motorizaciones
Los motores gasolina son V8, atmosféricos y con inyección indirecta: un 4,7 litros de 340 CV, y un 5,5 litros de 388 CV. Por su parte, los Diésel son un V6 de 3,0 litros y 224 CV, y un V8 de 4,0 litros y 306 CV, ambos con turbocompresor de geometría variable e inyección directa common-rail.
| Periodo                        | 2006-2012                 | 2006-2012                 |                           |                           |                           |                |                |                |                |                |
| Identificación del motor       | M 273 KE 46               | M 273 KE 55               |                           |                           |                           |                |                |                |                |                |
| Tipo de motor                  | V8 32v                    | V8 32v                    |                           |                           |                           |                |                |                |                |                |
| Diámetro x carrera             | 92.9 mm × 86.0 mm         | 98.0 mm × 90.5 mm         |                           |                           |                           |                |                |                |                |                |
| Cilindrada                     | 4663 cm³                  | 5461 cm³                  |                           |                           |                           |                |                |                |                |                |
| Relación de compresión         | 10.7: 1                   | 10.7: 1                   |                           |                           |                           |                |                |                |                |                |
| Potencia máxima: CV (kW) @ rpm | 340 CV (250 kW) @ 6000    | 388 CV (285 kW) @ 6000    |                           |                           |                           |                |                |                |                |                |
| Par máximo: Nm @ rpm           | 460 Nm @ 2700-5000        | 530 Nm @ 2800-4800        |                           |                           |                           |                |                |                |                |                |
| Tracción                       | Total (4MATIC)            | Total (4MATIC)            | Total (4MATIC)            | Total (4MATIC)            | Total (4MATIC)            | Total (4MATIC) | Total (4MATIC) | Total (4MATIC) | Total (4MATIC) | Total (4MATIC) |
| Transmisión                    | Automática, 7 velocidades | Automática, 7 velocidades | Automática, 7 velocidades | Automática, 7 velocidades | Automática, 7 velocidades |                |                |                |                |                |
| Peso                           | 2430 kg                   | 2445 kg                   |                           |                           |                           |                |                |                |                |                |
| Aceleración 0–100 km/h         | 7.2 s                     | 6.5 s                     |                           |                           |                           |                |                |                |                |                |
| Velocidad máxima               | 235 km/h                  | 240 km/h                  |                           |                           |                           |                |                |                |                |                |
| Consumo combinado (L/100 km)   | 13.4                      | 13.6                      |                           |                           |                           |                |                |                |                |                |

| Periodo                        | 2006-2009                                                  | 2009-2010                                                  | 2010-2012                                                  | 2009-2012                                                  | 2006-2009                                                  | 2009-2010                                                  |                           |                           |                           |
| Identificación del motor       | OM 642 DE 30 LA                                            | OM 642 DE 30 LA                                            | OM 642 LS DE 30 LA                                         | OM 642 DE 30 LA                                            | OM 629 DE 40 LA                                            | OM 629 DE 40 LA                                            |                           |                           |                           |
| Tipo de motor                  | V6 24v, inyección directa, common-rail, turbo, intercooler | V6 24v, inyección directa, common-rail, turbo, intercooler | V6 24v, inyección directa, common-rail, turbo, intercooler | V6 24v, inyección directa, common-rail, turbo, intercooler | V8 32v, inyección directa, common-rail, turbo, intercooler | V8 32v, inyección directa, common-rail, turbo, intercooler |                           |                           |                           |
| Diámetro x carrera             | 83.0 mm × 92.0 mm                                          | 83.0 mm × 92.0 mm                                          | 83.0 mm × 92.0 mm                                          | 83.0 mm × 92.0 mm                                          | 86.0 mm × 86.0 mm                                          | 86.0 mm × 86.0 mm                                          |                           |                           |                           |
| Cilindrada                     | 2987 cm³                                                   | 2987 cm³                                                   | 2987 cm³                                                   | 2987 cm³                                                   | 3996 cm³                                                   | 3996 cm³                                                   |                           |                           |                           |
| Relación de compresión         | 17.7: 1                                                    | 17.7: 1                                                    | 15.5: 1                                                    | 16.5: 1                                                    | 17.0: 1                                                    | 17.0: 1                                                    |                           |                           |                           |
| Potencia máxima: CV (kW) @ rpm | 224 CV (165 kW) @ 3800                                     | 224 CV (165 kW) @ 3800                                     | 265 CV (195 kW) @ 3800                                     | 211 CV (155 kW) @ 3400                                     | 306 CV (225 kW) @ 3600                                     | 306 CV (225 kW) @ 3600                                     |                           |                           |                           |
| Par máximo: Nm @ rpm           | 510 Nm @ 1600-2800                                         | 510 Nm @ 1600-2800                                         | 620 Nm @ 1600-2400                                         | 540 Nm @ 1600-2400                                         | 700 Nm @ 2000-2600                                         | 700 Nm @ 2000-2600                                         |                           |                           |                           |
| Tracción                       | Total (4MATIC)                                             | Total (4MATIC)                                             | Total (4MATIC)                                             | Total (4MATIC)                                             | Total (4MATIC)                                             | Total (4MATIC)                                             | Total (4MATIC)            | Total (4MATIC)            | Total (4MATIC)            |
| Transmisión                    | Automática, 7 velocidades                                  | Automática, 7 velocidades                                  | Automática, 7 velocidades                                  | Automática, 7 velocidades                                  | Automática, 7 velocidades                                  | Automática, 7 velocidades                                  | Automática, 7 velocidades | Automática, 7 velocidades | Automática, 7 velocidades |
| Peso                           | 2375 kg                                                    | 2375 kg                                                    | 2430 kg                                                    | 2470 kg                                                    | 2475 kg                                                    | 2475 kg                                                    |                           |                           |                           |
| Aceleración 0–100 km/h         | 9.5 s                                                      | 9.5 s                                                      | 7.9 s                                                      | 9.6 s                                                      | 7.6 s                                                      | 7.6 s                                                      |                           |                           |                           |
| Velocidad máxima               | 210 km/h                                                   | 210 km/h                                                   | 225 km/h                                                   | 210 km/h                                                   | 230 km/h                                                   | 230 km/h                                                   |                           |                           |                           |
| Consumo combinado (L/100 km)   | 9.9                                                        | 9.3                                                        | 8.9                                                        | 9.0                                                        | 11.6                                                       | 11.7                                                       |                           |                           |                           |

## Segunda generación (X166, 2012-presente)
En 2015 al igual que muchos modelos de Mercedes-Benz cambió su denominación de Clase GL a clase GLS debido a su similitud con la Clase S.

### Motorizaciones
| Periodo                        | 2014-2015                                       | 2015-presente                                   | 2012-2015                                       | 2012-2015                                       | 2015-presente                                   | 2012-2015                                       | 2015-presente                                   |                                      |                                      |                                      |                                      |                                      |                |                |                |
| Identificación del motor       | M 276 DE 30 AL                                  | M 276 DE 30 AL                                  | M 278 DE 46 AL red                              | M 278 DE 46 AL                                  | M 278 DE 46 AL                                  | M 157 DE 55 AL                                  | M 157 DE 55 AL                                  |                                      |                                      |                                      |                                      |                                      |                |                |                |
| Tipo de motor                  | V6 24v, inyección directa, biturbo, intercooler | V6 24v, inyección directa, biturbo, intercooler | V8 32v, inyección directa, biturbo, intercooler | V8 32v, inyección directa, biturbo, intercooler | V8 32v, inyección directa, biturbo, intercooler | V8 32v, inyección directa, biturbo, intercooler | V8 32v, inyección directa, biturbo, intercooler |                                      |                                      |                                      |                                      |                                      |                |                |                |
| Diámetro x carrera             | 88.0 mm × 82.1 mm                               | 88.0 mm × 82.1 mm                               | 92.9 mm × 86.0 mm                               | 92.9 mm × 86.0 mm                               | 92.9 mm × 86.0 mm                               | 98.0 mm × 90.5 mm                               | 98.0 mm × 90.5 mm                               |                                      |                                      |                                      |                                      |                                      |                |                |                |
| Cilindrada                     | 2996 cm³                                        | 2996 cm³                                        | 4663 cm³                                        | 4663 cm³                                        | 4663 cm³                                        | 5461 cm³                                        | 5461 cm³                                        |                                      |                                      |                                      |                                      |                                      |                |                |                |
| Relación de compresión         | 10.5: 1                                         | 10.5: 1                                         | -                                               | 10.5: 1                                         | 10.7: 1                                         | 11.3: 1                                         | 10.0: 1                                         |                                      |                                      |                                      |                                      |                                      |                |                |                |
| Potencia máxima: CV (kW) @ rpm | 333 CV (245 kW) @ 5250-6000                     | 333 CV (245 kW) @ 5250-6000                     | 367 CV (270 kW) @ 5250                          | 435 CV (320 kW) @ 5250                          | 455 CV (335 kW) @ 5500-5500                     | 557 CV (410 kW) @ 5750                          | 585 CV (430 kW) @ 5500                          |                                      |                                      |                                      |                                      |                                      |                |                |                |
| Par máximo: Nm @ rpm           | 480 Nm @ 1400-4000                              | 480 Nm @ 1400-4000                              | 550 Nm @ 1500-4000                              | 700 Nm @ 1800-4000                              | 700 Nm @ 1800-4000                              | 760 Nm @ 1750-5250                              | 760 Nm @ 1750-5250                              |                                      |                                      |                                      |                                      |                                      |                |                |                |
| Tracción                       | Total (4MATIC)                                  | Total (4MATIC)                                  | Total (4MATIC)                                  | Total (4MATIC)                                  | Total (4MATIC)                                  | Total (4MATIC)                                  | Total (4MATIC)                                  | Total (4MATIC)                       | Total (4MATIC)                       | Total (4MATIC)                       | Total (4MATIC)                       | Total (4MATIC)                       | Total (4MATIC) | Total (4MATIC) | Total (4MATIC) |
| Transmisión                    | Automática, 7 velocidades                       | Automática, 9 velocidades                       | Automática, 7 velocidades                       | Automática, 7 velocidades                       | Automática, 9 velocidades                       | Automática, 7 velocidades                       | Automática, 7 velocidades                       |                                      |                                      |                                      |                                      |                                      |                |                |                |
| Peso                           | 2360 kg                                         | 2360 kg                                         | 2370 kg                                         | 2370 kg                                         | 2370 kg                                         | 2505 kg                                         | 2505 kg                                         |                                      |                                      |                                      |                                      |                                      |                |                |                |
| Aceleración 0–100 km/h         | 6.7 s                                           | 6.6 s                                           | 6.5 s                                           | 5.4 s                                           | 5.3 s                                           | 4.9 s                                           | 4.6 s                                           |                                      |                                      |                                      |                                      |                                      |                |                |                |
| Velocidad máxima               | 240 km/h                                        | 240 km/h                                        | 250 km/h (Limitada electrónicamente)            | 250 km/h (Limitada electrónicamente)            | 250 km/h (Limitada electrónicamente)            | 250 km/h (Limitada electrónicamente)            | 250 km/h (Limitada electrónicamente)            | 250 km/h (Limitada electrónicamente) | 250 km/h (Limitada electrónicamente) | 250 km/h (Limitada electrónicamente) | 250 km/h (Limitada electrónicamente) | 250 km/h (Limitada electrónicamente) |                |                |                |
| Consumo combinado (L/100 km)   | 9.2                                             | 8.9                                             | -                                               | 11.3-11.5                                       | 10.9                                            | 12.3                                            | 12.3                                            |                                      |                                      |                                      |                                      |                                      |                |                |                |

| Periodo                        | 2012-2015                                                  | 2015-presente                                              |
| Identificación del motor       | OM 642 LS DE 30 LA                                         | OM 642 LS DE 30 LA                                         |
| Tipo de motor                  | V6 24v, inyección directa, common-rail, turbo, intercooler | V6 24v, inyección directa, common-rail, turbo, intercooler |
| Diámetro x carrera             | 83.0 mm × 92.0 mm                                          | 83.0 mm × 92.0 mm                                          |
| Cilindrada                     | 2987 cm³                                                   | 2987 cm³                                                   |
| Relación de compresión         | 15.5: 1                                                    | 15.5: 1                                                    |
| Potencia máxima: CV (kW) @ rpm | 258 CV (180 kW) @ 3600                                     | 258 CV (180 kW) @ 3600                                     |
| Par máximo: Nm @ rpm           | 620 Nm @ 1600-2400                                         | 620 Nm @ 1600-2400                                         |
| Tracción                       | Total (4MATIC)                                             | Total (4MATIC)                                             |
| Transmisión                    | Automática, 7 velocidades                                  | Automática, 9 velocidades                                  |
| Peso                           | 2380 kg                                                    | 2380 kg                                                    |
| Aceleración 0–100 km/h         | 7.9 s                                                      | 7.8 s                                                      |
| Velocidad máxima               | 220 km/h                                                   | 222 km/h                                                   |
| Consumo combinado (L/100 km)   | 7.4-8.0                                                    | 7.1                                                        |